# Тенбун
Тенбун (天文), позната и као Тембун и Темон је јапанска ера (ненко) која је настала после Кјороку и пре Коџи ере. Временски је трајала од јула 1532. до октобра 1555. године и припадала је Муромачи периоду. Владајући монарх био је цар Го Нара. По захтеву дванаестог (Муромачи) шогуна Ашикаге Јошихаруа због великог броја оружаних сукоба у петој години Кјороку ере, име је промењено у Тенбун. 

## Важнији догађаји Тенбун ере
- 1532. (Тенбун 1, двадесетчетврти дан осмог месеца): Запаљен је храм Јамашина Хоганџи. Избија Хоке побуна у Кјоту.
- 1536. (Тенбун 5, двадесетшести дан другог месеца): Го Нара је званично постављен за цара Јапана.[3]
- 1541. (Тенбун 10, четрнаести дан шестог месеца): Такеда Харунобу (касније Такеда Шинген) протерује свог оца, Такеду Нобуторија.
- 1542. (Тенбун 11, двадесетпети дан осмог месеца): Даимјо провинције Суруга, Имагава Јошимото, осваја провинцију Тотоми и одатле упада у провинцију Микава где се сукобљава са даимјоом провинције Овари, Одом Нобухидеом. У тој бици Ода излази као победник потукавши потпуно Имагавину војску.[4]
- 1543. (Тенбун 12, двадесетпети дан осмог месеца): Португалски брод долази до обала Јапана носећи са собом ватрено оружје које је тада први пут представљено у овој земљи.
- 1543. (Тенбун 13, седми месец): Поплава у Кјоту и оближњим местима.[5]
- 1546. (Тенбун 15, двадесети дан дванаестог месеца): Ашикага Јошихуси[6] постаје тринаести шогун Ашикага шогуната.[7]
- 1547. (Тенбун 16): Корејско-јапански "Тенбун споразум", лимитира трговину у корејској луци Бусану на 20 бродова робом годишње.[8]
- 1548. (Тенбун 17, тридесети дан дванаестог месеца): Нагао Кагетора (касније Уесуги Кеншин) замењује свој старијег брата Нагаа Харукагеа као наследник провинције Ечиго са подебосним уласком у замак Касугајама.
- 1549. (Тенбун 18, двадесетчетврти дан другог месеца): Венчавају се принцеза Но и Ода Нобунага.
- 1549. (Тенбун 18, трећи дан седмог месеца): Језуит и католички свештеник Франсиско Хавијер стиже у Јапан са обала Кагошиме.
- 1549. (Тенбун 18, двадесетседми дан једанаестог месеца): Клан Мацудаира (провинције Микава) пада под утицај Имагаве Јошимотоа. Као последица тога Мацудаира Такечијо (касније Токугава Ијејасу) одлази за Имагаву као талац.
- 1554. (Тенбун 23, други месец): Шогун Јошихуси мења име у Јошитеру.[6]